# ريد سكول
ريد سكول هو شرير خارق ظهر في مارفل كومكس والشخصية من ابتكار جو سيمون وجاك كيربي.